# Malá Franková
Malá Franková (polsky Frankówka, maďarsky Kisfrankvágása, německy Klein-Frakova) je obec na Slovensku v okrese Kežmarok. V roce 2012 zde žilo 187 obyvatel. První písemná zmínka o obci pochází z roku 1611.

## Poloha
Obec vznikla v 16. století jako poddanská obec Červeného kláštera. Obec se nachází v údolí pohoří Spišská Magura nad Frankovským potokem. Je vzdálena asi 55 km severně od Popradu, v blízkosti polských hranic, Vysokých Tater, Pienin a obcí Červený Kláštor, Osturňa a Ždiar.

## Památky
K pamětihodnostem obce patří dřevěný kostelík sv. Josefa s pozdně barokním oltářem z druhé poloviny 18. století. Kostelík byl renovován v letech 1945–1950 a 1994–1995. Vedle něj se nachází obnovená zvonice z roku 1999 se starým zvonem.

## Galerie

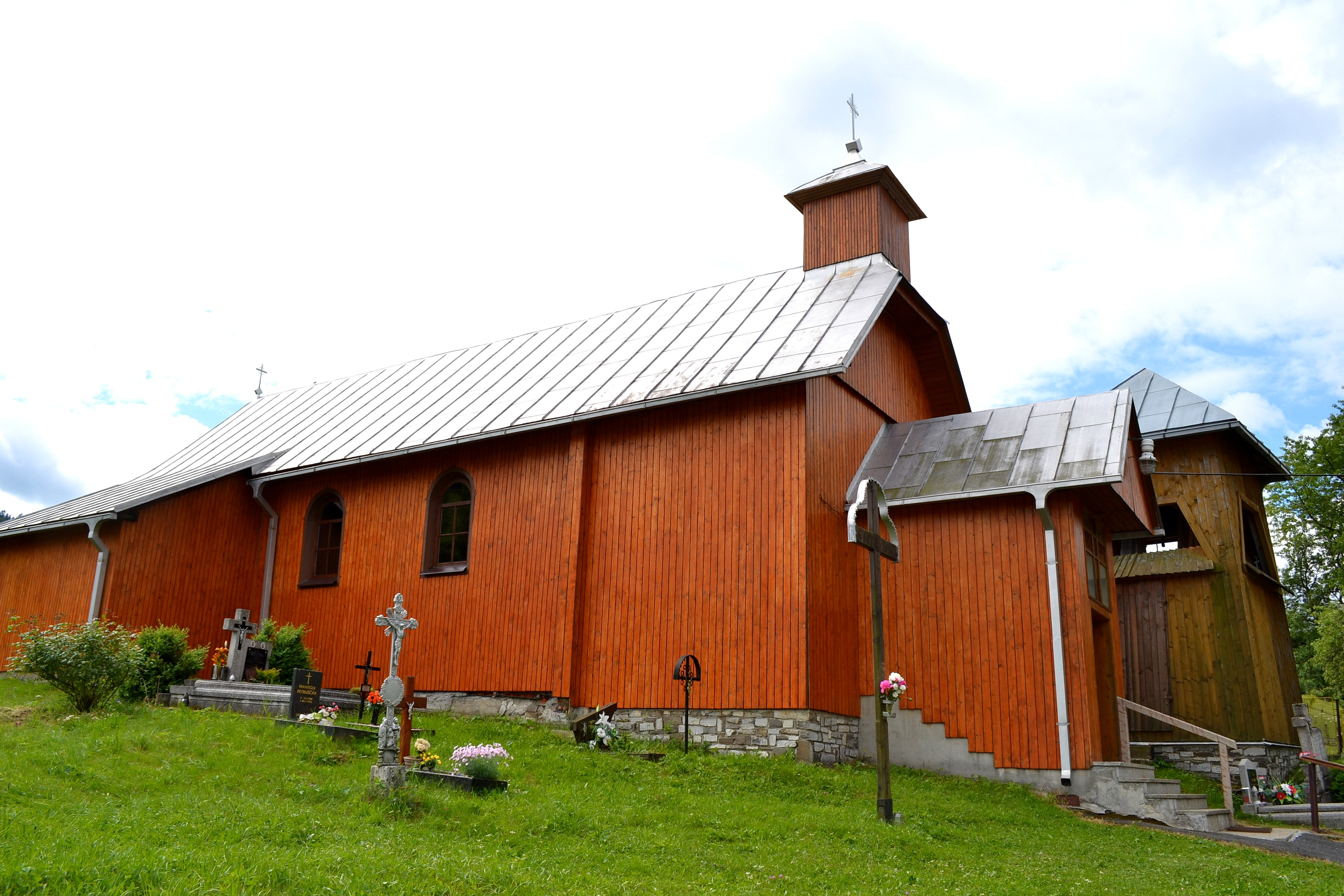
Kostel sv. Josefa
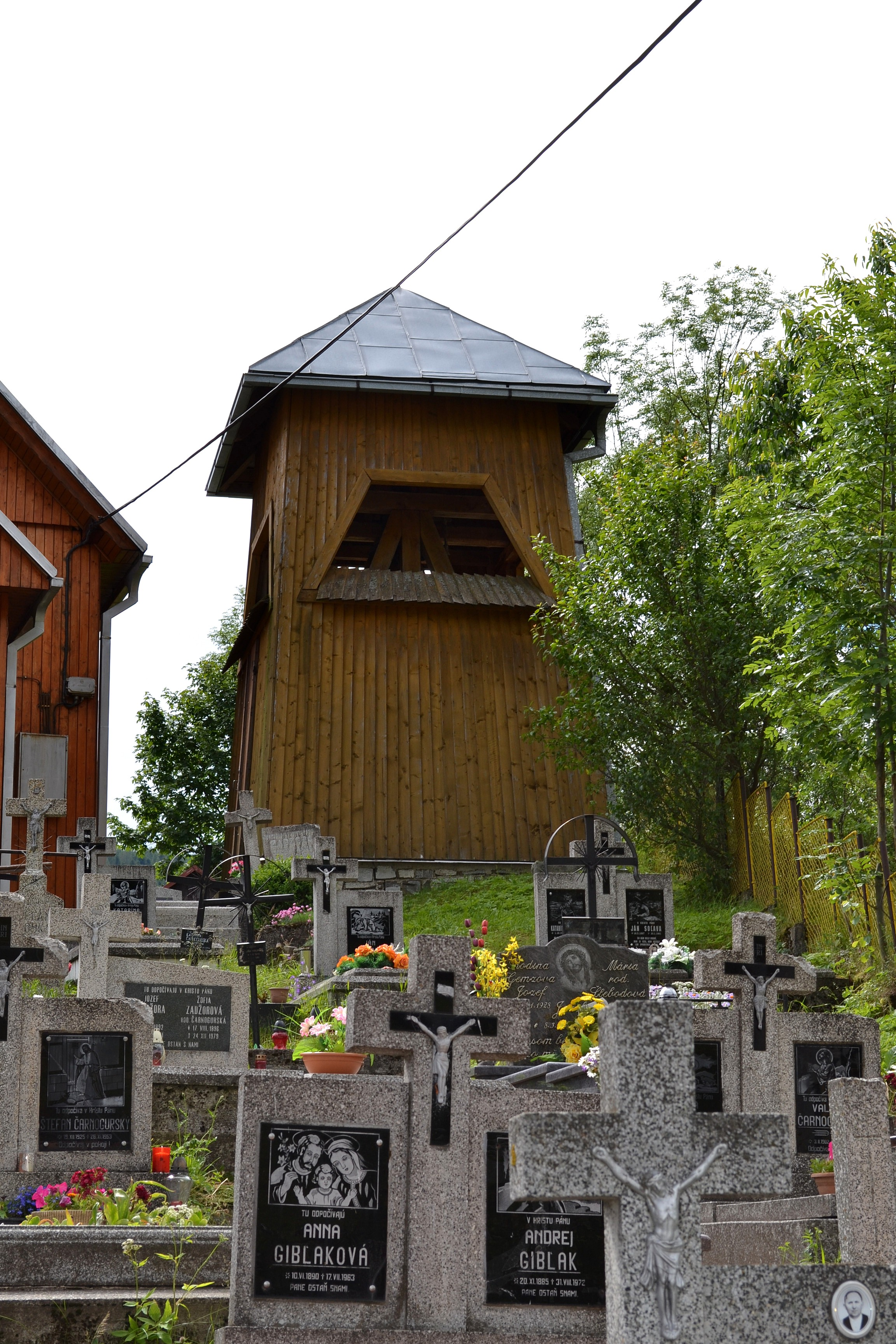
Dřevěná zvonice
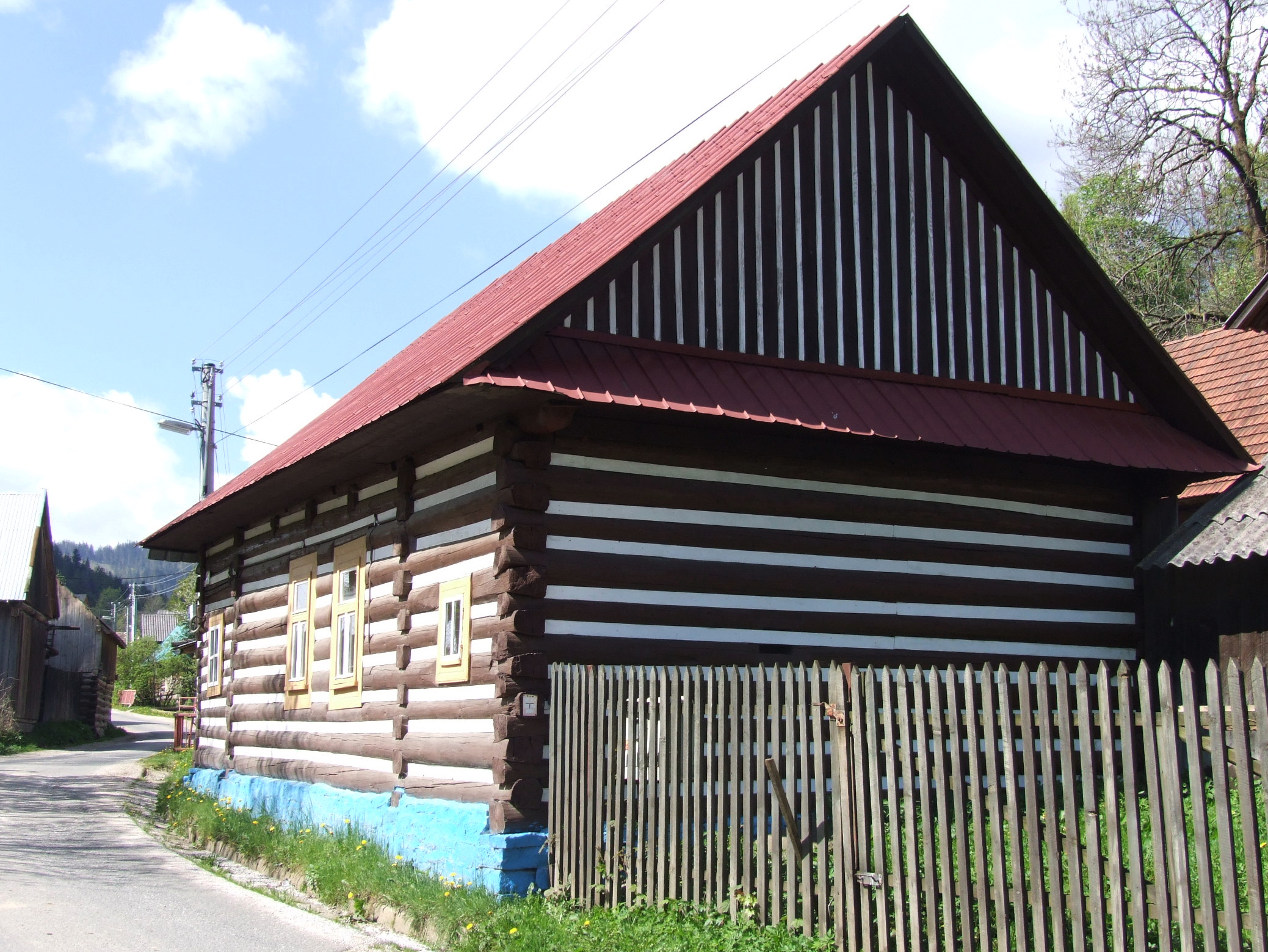
Stavení
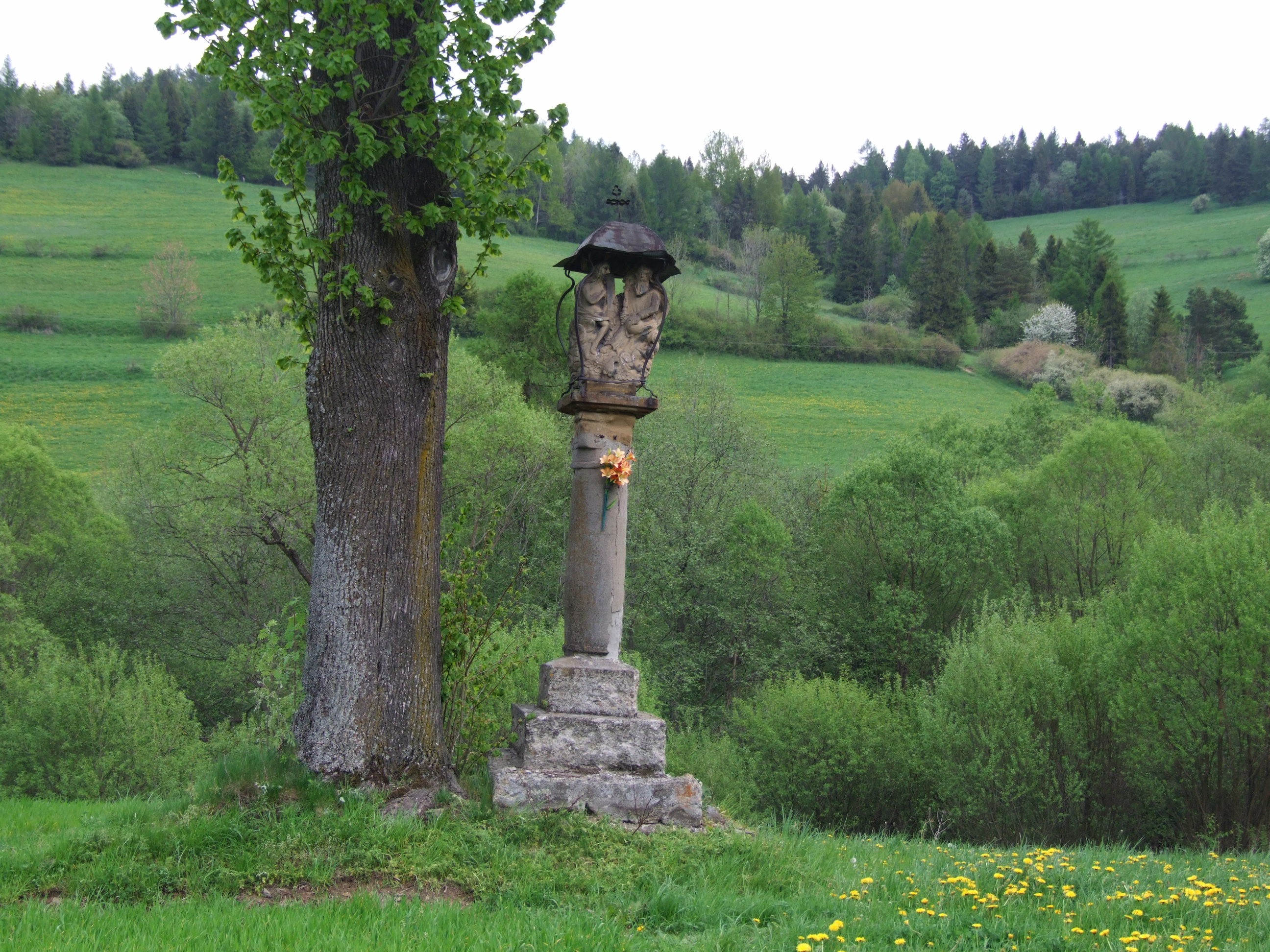
Boží muka
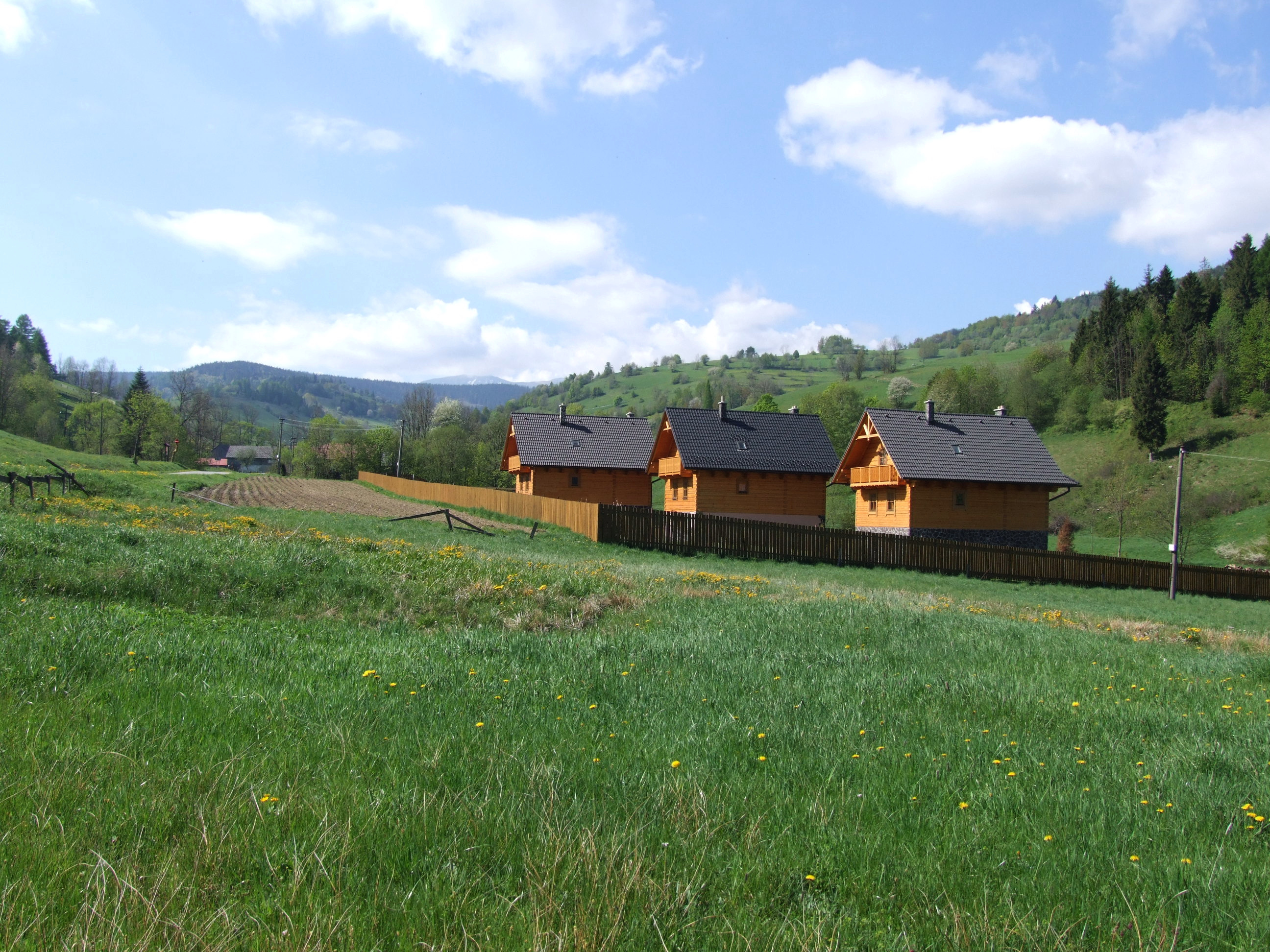
Domky